# Maîtres et Valets
Maîtres et Valets (Upstairs, Downstairs, littéralement : En haut, en bas) est un feuilleton télévisé britannique en 68 épisodes de 50 minutes, créé par Jean Marsh et Eileen Atkins et diffusé entre le 10 octobre 1971 et le 21 décembre 1975 sur le réseau ITV (London Weekend Television).
En France, le feuilleton a été diffusé à partir du 3 avril 1975 sur TF1, et au Québec à partir du 19 juin 1978 à la Télévision de Radio-Canada.
Une deuxième série a été créée par Heidi Thomas et produite par la BBC (BBC Wales) ainsi que le réseau américain PBS pour sa série Masterpiece de neuf épisodes de 60 minutes qui a été diffusée du 26 décembre 2010 au 25 mars 2012 sur BBC One. Jean Marsh et Dame Eileen Atkins, cocréatrices de la série originale, font partie de la nouvelle distribution. La seconde série est centrée sur la famille Holland, les nouveaux propriétaires du 165 Eaton Place en 1936, six ans après la fin de la série originale.
Au Québec, la deuxième série est diffusée à partir du 19 février 2013 à Télé-Québec et sur Arte, en France, en 2023.

## Synopsis
Ce feuilleton met en scène la saga, entre 1903 et 1930, des Bellamy, une famille aristocratique anglaise, et de leurs domestiques dans la maison qu'ils partagent, seulement séparés par les escaliers : les maîtres en haut (Upstairs) et la domesticité en bas (Downstairs).

## Conception de la série
La série s'inspire en partie du livre Below Stairs, l'autobiographie de Margaret Powell, qui a travaillé comme domestique en Angleterre au début du XXe siècle.

## Distribution

### Première série (1971-1975)
Les maîtres (Upstairs)
- Rachel Gurney (en) (VQ : Huguette Oligny) : Lady Majorie Southwold Bellamy, maîtresse de maison
- David Langton (en) (VQ : Alain Clavier) : Richard Bellamy, son époux
- Simon Williams (VQ : Mario Desmarais) : James Bellamy, leur fils
- Nicola Pagett (en) : Elizabeth Kirbridge née Bellamy, leur fille
- Meg Wynn Owen (en) (VQ : Élizabeth Lesieur) : Hazel Forrest Bellamy, belle-fille (épouse de James)
- Lesley-Anne Down : Georgina Worsley, nièce par alliance de Lady Marjorie
- Hannah Gordon (en) : Virginia Hamilton, 2de épouse de Richard Bellamy
- Joan Benham (en) : Lady Prudence Fairfax, amie intime de Lady Marjorie
- Ian Ogilvy : Lawrence Kirbridge, gendre (époux d'Élizabeth)
- Raymond Huntley (VQ : Ulric Guttinger) : Sir Geoffrey Dillon, avocat et notaire des Bellamy
- Cathleen Nesbitt : Lady Southwold, comtesse douairière (mère de Lady Marjorie)
- Joyce Heron (en) : Lady Berkhamstead, amie de Lady Prudence Fairfax
- John Quayle (en) : Lord Newbury (Bunny), ami intime de James Bellamy
- Celia Bannerman (en) : Lady Diana Newbury, épouse de "Bunny"
- Anthony Andrews : Robert, Marquis de Stockbridge, prétendant de Georgina Worsley
- Valerie White : Mrs Forrest, mère de Hazel
- Leonard Trolley (en) : Mr Arthur Forrest, père de Hazel

Les valets (Downstairs)
- Jean Marsh (VQ : Diane Arcand) : Rose Buck, 1re femme de chambre
- Angela Baddeley (en) (VQ : Janine Fluet) : Kate Bridges, cuisinière
- Patsy Smart (en) : Maud Roberts, femme de chambre de Lady Marjorie
- Pauline Collins : Sarah Moffat, 2e femme de chambre
- Jacqueline Tong (en) : Daisy Barnes née Peel, 2e femme de chambre
- Jenny Tomasin (en) (VQ : Bernadette Morin) : Ruby Finch, fille de cuisine
- Evin Crowley : Emily, fille de cuisine
- Karen Dotrice : Lily Hawkins, 2e femme de chambre
- Gordon Jackson (VQ : François Cartier) : Angus Hudson, majordome
- John Alderton (en) : Thomas Watkins, valet puis chauffeur
- Brian Osborne (en) : Pearce, chauffeur
- George Innes (en) : Alfred Harris, valet de pied
- Christopher Beeny (en) (VQ : Jacques Brouillet) : Edward Barnes, 1er valet
- Gareth Hunt : Frederick Norton, valet de pied
- Keith Barron (en) : Gregory Wilmot, fermier australien (prétendant de Rose Buck)

 Source et légende : version québécoise (VQ) sur Doublage.qc.ca

### Deuxième série (2010-2012)
Les maîtres (Upstairs)
- Ed Stoppard : Sir Hallam Holland, Bt
- Keeley Hawes : Lady Agnes Holland
- Claire Foy : Lady Persephone Towyn
- Eileen Atkins : Maud, Lady Holland (première saison)
- Sarah Gordy : Pamela
- Blake Ritson : George de Kent
- Alex Kingston : Dr Blanche Mottershead (deuxième saison)
- Michael Landes : Casper Landry / Caspar Landry (deuxième saison)
- Anthony Calf : Anthony Eden
- Christopher Harper : Cecil Beaton
- Richard Teverson : Esmond Harmsworth
- Edward Baker-Duly : Joachim von Ribbentrop
- Emily Bowker : Infirmière
- Emilia Fox : Lady Portia Alresford (deuxième saison)
- Alex Kingston : Blanche Mottershead (deuxième saison)

Les valets (Downstairs)
- Anne Reid : Clarice Thackeray
- Adrian Scarborough : Warwick Pritchard
- Art Malik : Amanjit Singh
- Neil Jackson : Harry Spargo
- Nico Mirallegro : Johnny Proude
- Jean Marsh : Rose Buck
- Helen Bradbury : Rachel Perlmutter (première saison)
- Ellie Kendrick : Ivy Morris (première saison)
- Sarah Lancashire : Miss Whisset (deuxième saison)
- Laura Haddock : Beryl Ballard (deuxième saison)
- Ami Metcalf : Eunice McCabe (deuxième saison)
- Alexia James : Lotte Perlmutter
- Jemma Churchill : Nurse Lyons

## Épisodes

### Première saison (1971)
1. En procès (On Trial)
2. La Maîtresse et les servantes (The Mistress and the Maids)
3. Salaires du conseil (Board Wages)
4. La Voie du devoir (The Path of Duty)
5. Un mariage convenable (A Suitable Marriage)
6. Un appel à l'aide (A Cry for Help)
7. Casements magiques (Magic Casements)
8. Je meurs d'amour (I Dies from Love)
9. Pourquoi sa porte est-elle verrouillée ? (Why is Her Door Locked?)
10. Une voix du passé (A Voice from the Past)
11. Le Tigre suédois (The Swedish Tiger)
12. La Clé de la porte (The Key of the Door)
13. Pour l'amour de l'amour (For Love of Love)

### Deuxième saison (1972)
1. The New Man
2. A Pair of Exiles
3. Married Love
4. Whom God hath Joined…
5. Guest of Honour
6. The Property of a Lady
7. Your Obedient Servant
8. Out of Everywhere
9. An Object of Value
10. A Special Mischief
11. The Fruits of Love
12. The Wages of Sin
13. A Family Gathering

### Troisième saison (1973)
1. Miss Forrest
2. A House Divided
3. A Change of Scene
4. A Family Secret
5. Rose's Pigeon
6. Desirous of Change
7. Word of Honour
8. The Bolter
9. Goodwill to All Men
10. What the Footman Saw
11. A Perfect Stranger
12. Distant Thunder
13. The Sudden Storm

### Quatrième saison (1974)
1. A Patriotic Offering
2. News from the Front
3. The Beastly Hun
4. Women Shall Not Weep
5. Tug of War
6. Home Fires
7. If You Were the Only Girl in the World
8. The Glorious Dead
9. Another Year
10. The Hero's Farewell
11. Missing Believed Killed
12. Facing Fearful Odds
13. Peace out of Pain

### Cinquième saison (1975)
1. On With the Dance
2. A Place in the World
3. Laugh a Little Louder Please
4. The Joy Ride
5. Wanted - a Good Home
6. An Old Flame
7. Disillusion
8. Such a Lovely Man
9. The Nine Days Wonder
10. The Understudy
11. Alberto
12. Will Ye No Come Back Again
13. Joke Over
14. Noblesse Oblige
15. All the King's Horses
16. Wither Shall I Wander?

### Deuxième série

#### Sixième saison (2010)
1. Nouveau départ (The Fledgling)
2. Ils ne passeront pas (The Ladybird)
3. Bouleversements (The Cuckoo)

#### Septième saison (2012)
1. Un pays lointain dont on ne sait rien (A Faraway Country About Which We Know Nothing)
2. Le Prix de l'amour (The Love That Pays the Price)
3. L'Idéal féminin (A Perfect Specimen of Womanhood)
4. Indépendance et soumission (All the Things You Are)
5. Dernière valse (The Last Waltz)
6. Jours sombres (Somewhere Over the Rainbow)

## Récompenses
- British Academy of Film and Television Arts Award de la meilleure série dramatique 1972
- British Academy of Film and Television Arts Award de la meilleure série dramatique 1974
- Golden Globe de la meilleure série télévisée dramatique 1975
- Emmy de la meilleure série dramatique 1976
- Emmy du meilleur acteur dans un second rôle pour Gordon Jackson
- Emmy de la meilleure série dramatique 1977

## Lieux de tournage des saisons 6 et 7 (2012-2012)
À Londres, seule la façade de la maison de Sir et Lady Holland, officiellement située 165 Eaton Place à Londres et se trouvant en réalité au n°65, a été utilisée. La série, censée se dérouler au sein du quartier de Belgravia à Londres, a en fait été tournée à Cardiff, aussi bien pour les extérieurs qu'aux studios de la BBC situés dans la ville galloise. Toutefois, certaines scènes ont été tournées à Leamington Spa.

## Postérité
Maîtres et valets figure parmi les principales inspirations télévisuelles de la série télévisée britannique Downton Abbey créée par Julian Fellowes et diffusée entre 2010 et 2015.